# 奥滕巴赫
奥滕巴赫（德語：Ottenbach）是瑞士联邦苏黎世州阿福尔特恩区的市镇。该市镇面积为4.98平方千米，海拔高度409米，2018年12月31日人口数为2,555。